# Bulbine triebneri
Bulbine triebneri là một loài thực vật có hoa trong họ Thích diệp thụ. Loài này được Dinter miêu tả khoa học đầu tiên năm 1943.